# Petra Markgren Wangler
Petra Lovisa Markgren Wangler, född 8 januari 1971, är en svensk journalist verksam på Sveriges Television. Hon var tidigare programledare för Kulturnyheterna och Musikbyrån. Petra Markgren Wangler har regisserat flera TV-dokumentärer för SVT och arbetat med undersökande journalistik för SVT:s Uppdrag granskning (2010). Tidigare sakkunnig i referensgrupp för Statens Kulturråd, jurymedverkan i Grammis, Manifest och P3 Guld. Driver sedan 2002 egna produktionsbolaget Wanglerkultur. 
Sakkunnig bedömare för Konstnärsnämndens Kulturbryggan (2017).

## Sveriges Radio
1992 började Petra Markgren Wangler på Sveriges Radio P3 och har sedan dess arbetat med program som Musikjournalen, P3 Soul, Sommartoppen och P3 Popstad.
Hon har även lett P3 Guld 2005 och 2006.

## Sveriges Television
1998 - 2003 var hon programledare och redaktör för Musikbyrån.
2005- 2009 var hon programledare på Kulturnyheterna. 
Hon är den enda skandinaviska journalist som intervjuat Aretha Franklin (Musikbyrån 2000).
2005 var hon den enda svenska journalist som fick intervjua Madonna. 
Regi dokumentärer:   
M Special: "Robyn - Don't F***cking Tell Me What To Do",  M Special: "En film om Jenny Wilson", K Special: "In between - en film om koreografen Helena Franzén".
Exekutiv producent: "Robyn - Live i Stockholm"  (SVT 1), K Special: "Sarah söker Sally" (Sarah Dawn Finer)